# محلة مرحوم
محلة مرحوم إحدى قرى مركز طنطا التابع لمحافظة الغربية بجمهورية مصر العربية، ويجاورها قرى برما وخرسيت ومنيل الهويشات وتلتصق مبانيها بمباني قرية الجوهرية.

## التاريخ
قرية محلة مرحوم من القرى القديمة، حيث وردت باسم «محلة المرحوم» في أعمال الغربية ضمن قرى الروك الصلاحي التي أحصاها ابن مماتي في كتاب قوانين الدواوين، كما وردت باسم «محلة المرحوم» في أعمال الغربية ضمن قرى الروك الناصري التي أحصاها ابن الجيعان في كتاب «التحفة السنية بأسماء البلاد المصرية». أشار الرحالة التركي أوليا جلبي أن محلة مرحوم قضاء أو مركز لواء يتبعها 70 قرية من قرى ولاية المنوفية وذكر أن بها 2000 دار وجامعان و38 مسجدًا و8 مكاتب و7 خانات و200 دكان بينما طنطا في ذلك العهد كان بها 1500 دار فقط. وفي تاريخ 1228هـ/1813م الذي عدّ قرى مصر بعد المسح الذي قام به محمد علي باشا باسم «محلة مرحوم» ضمن قرى مديرية الغربية.
فصلت منها قرية جديدة كفر مسعود في سنة 1228، ثم فصلت قرية جديدة باسم حصة محلة مرحوم في سنة 1275 هـ، لكنها عادت إلى محلة مرحوم مرة أخرى في عام 1900 لتسمى باسم محلة مرحوم وحصتها. كانت القرية من توابع محلة مرحوم ثم فصل عنها سنة 1228 هجري.

## الاقتصاد
للقرية زمام زراعي وفيها العديد من الأنشطة المهنية والحرفية والمصانع الصغيرة مثل معامل صناعة الحلوى والطحينة والجبن والألبان ومشاغل النسيج. يحترف أهل القرية فن «العقادة» وهي حرفة تراثية امتهنها أهلها منذ أكثر من قرنين. تُصنع فيها عُقَد زخرفية على النول الخشبي أو بالماكينات الحديثة، وتدخل منتجاتها في الستائر والأثاث والملابس الفاخرة.
يوجد بالمدينة 3 معالم أثرية وهي مسجد الشيخ علام الذي بني في القرن التاسع عشر إلا أن بنائه تغير من الداخل ولم يبقى على حالته الأصلية، الجامع العمري الذي أنشئ في القرن السابع عشر، مدرسة محمد بن بغداد التي أنشئت في القرن العاشر المسجد مكون من أربع ايونات أكبرهم الشرقي والغربي. عثر في القرية على قطعة من الجرانيت نحت عليها اسم الملك أحمس الأول وألقابه الملكية، كانت مستخدمة عتبة لأحد المساجد بالقرية.

## التعليم
تصل نسبة الأمية في القرية إلى 31.3% بين من تجاوزوا العاشرة من عمرهم، بينما تصل نسبة من حصلوا على تعليم جامعي إلى 4.45% من جملة السكان.

## السكان
بلغ عدد سكان محلة مرحوم وحصتها 47,782 نسمة حسب تقدير عام 2018. يوجد في القرية كنيسة الشهيد العظيم مارجرجس الأرثوذوكسية التي تخدم الأقلية المسيحية بها.
| السنة  | 1882 | 1897 | 1907   | 1927   | 1947   | 1960   | 1976   | 1986   | 1996   | 2006   | 2018   |
| ------ | ---- | ---- | ------ | ------ | ------ | ------ | ------ | ------ | ------ | ------ | ------ |
| القرية | 7222 | 9608 | 11,617 | 13,124 | 14,421 | 17,298 | 23,284 | 26,733 | 31,656 | 36,843 | 47,782 |

## الأعلام
- إبراهيم بن عطاء المرحومي (1952 - 1662) فقيه شافعي وأحد أئمة الجامع الأزهر.[23]